# Fruela I av Asturien
Fruela I av Asturien, död 768, var kung av Asturien mellan 757 och 768.